# 漢布倫鎮區 (印地安納州布朗縣)
漢布倫鎮區（英語：Hamblen Township）是位於美國印地安納州布朗縣的一個行政鎮區。

## 地方資料
根據2010年美國人口普查的數據，漢布倫鎮區的面積為168.10平方千米，當中陸地面積為165.70平方千米，而水域面積為2.40平方千米。當地共有人口4336人，而人口密度為每平方千米25.79人。